# Montezuma Creek
Montezuma Creek é uma Região censo-designada localizada no estado norte-americano de Utah, no Condado de San Juan.

## Demografia
Segundo o censo norte-americano de 2000, a sua população era de 507 habitantes.

## Geografia
De acordo com o United States Census Bureau tem uma área de
32,5 km², dos quais 31,4 km² cobertos por terra e 1,1 km² cobertos por água.

## Localidades na vizinhança
O diagrama seguinte representa as localidades num raio de 36 km ao redor de Montezuma Creek.